# Cillanueva
Cillanueva es una localidad española perteneciente al municipio de Ardón, en la comarca del Tierra de León, provincia de León, comunidad autónoma de Castilla y León. Está situado al final de la CV-161-33.

## Historia
Hacia mediados del siglo XIX, el lugar, perteneciente ya por entonces al municipio de Ardón, tenía contabilizada una población de 108 habitantes. La localidad aparece descrita en el sexto volumen del Diccionario geográfico-estadístico-histórico de España y sus posesiones de Ultramar de Pascual Madoz de la siguiente manera:

CILLANUEVA: l. en laprov. y dióc. de León (2 1/2 leg.), part. jud. de Valencia de D. Juan (2), aud. terr. y c. g. de Valladolid (20), ayunt. de Ardon. sit. en el valle de este último nombre: su clima aunque á las veces frio, es muy sano, pues no se padecen mas enfermedades comunes que algunas fiebres. Tiene unas 29 casas, cárcel, igl. parr. (San Justo y Pastor) matriz de Vanuncias, servida por un cura de primer ascenso y presentacion de S.M. en los meses apostólicos, y en los ordinarios del cabildo catedral de Leon, y una fuente de buenas aguas. Confina el térm. N. Ardoncino y Antimio; E. Cembranos y San Cibrian; S. Fresnellino del Monte, y O. Vanuncias, todos á 1/2 leg. escepto el último que dista 1/4. El terreno es de muy buena calidad. Los caminos locales; recibe la correspondencia en Villamañan cada interesado de por sí. prod.: trigo, vino, legumbres y pastos; cria ganado vacuno y lanar, y caza de liebres y alguna perdiz. pobl.: 27 vec., 108 alm. contr.: con el ayuntamiento.
(Madoz, 1847, p. 402)

## Demografía
Tiene 10 habitantes, 7 varones y 3 mujeres censados en el municipio.